# ピーター・ウォーレン
ピーター・ウォーレン（Peter Warren、1935年11月21日 - 、ニューヨーク州ヘンプステッド生まれ）は、アメリカ合衆国のコントラバスおよびチェロ奏者である。
ウォーレンは子供の頃にチェロを学び、正式に楽器を勉強するようになり、1953年にはカーネギー・ホールでリサイタルを行い、ジュリアード音楽院で勉強していった。彼はまた、アトランタ交響楽団と共演し、その後、楽器をコントラバスに切り替え、チャック・イスラエルの下でジャズを学ぶようになった。1965年から1967年までは、ディオンヌ・ワーウィックのツアー・ベーシストを務めた。これに続き、彼はニューヨーク・ベース・レヴォリューションでデヴィッド・アイゼンソンと共演している。1970年代初頭にベルギーで仕事するようになり、チック・コリア、ジョン・サーマン、ロルフ・キューン、ヨアヒム・キューン、ジャン＝リュック・ポンティ、ドン・チェリー、日野皓正、佐藤雅彦、アルベルト・マンゲルスドルフ、ジョン・チカイ、アンソニー・ブラクストン、トーマス・スタンコと共演した。1974年、ジャック・ディジョネットやカーラ・ブレイと演奏するなどして、再びアメリカに定住するようになり、1976年にチェロ作曲に関する芸術助成金の国立基金を授与された。その後は、マイク・スターン、ジャック・ディジョネット（1980年代初期）、ケン・ヴァンダーマークと仕事をしている。

## ディスコグラフィ

### ソロ・アルバム
- 『ベース・イズ』 - Bass Is (1970年、Enja Records)
- Solidarity (1981年、JAPO Records)
- Bowed Metal Music (2001年)